# Kristian Thulesen Dahl
Kristian Thulesen Dahl né le 30 juillet 1969 à Brædstrup, est un homme politique danois membre du Parti populaire danois depuis 1995, qu'il préside de 2012 à 2022.
Il est également membre du Folketing de 1994 à 2022.

## Biographie

### Famille
Il est originaire d'une famille d'enseignants du Jutland.
Père de trois enfants, il est le frère de Jens Henrik Thulesen Dahl, également engagé en politique, et l'oncle du journaliste Niels Thulesen Dahl, qui en a écrit la biographie.

### Carrière
Après avoir rencontré, à 13 ans, Mogens Glistrup (en), il s'engage au Parti du progrès.
En 1995, il rejoint le Parti populaire danois sécessionniste.

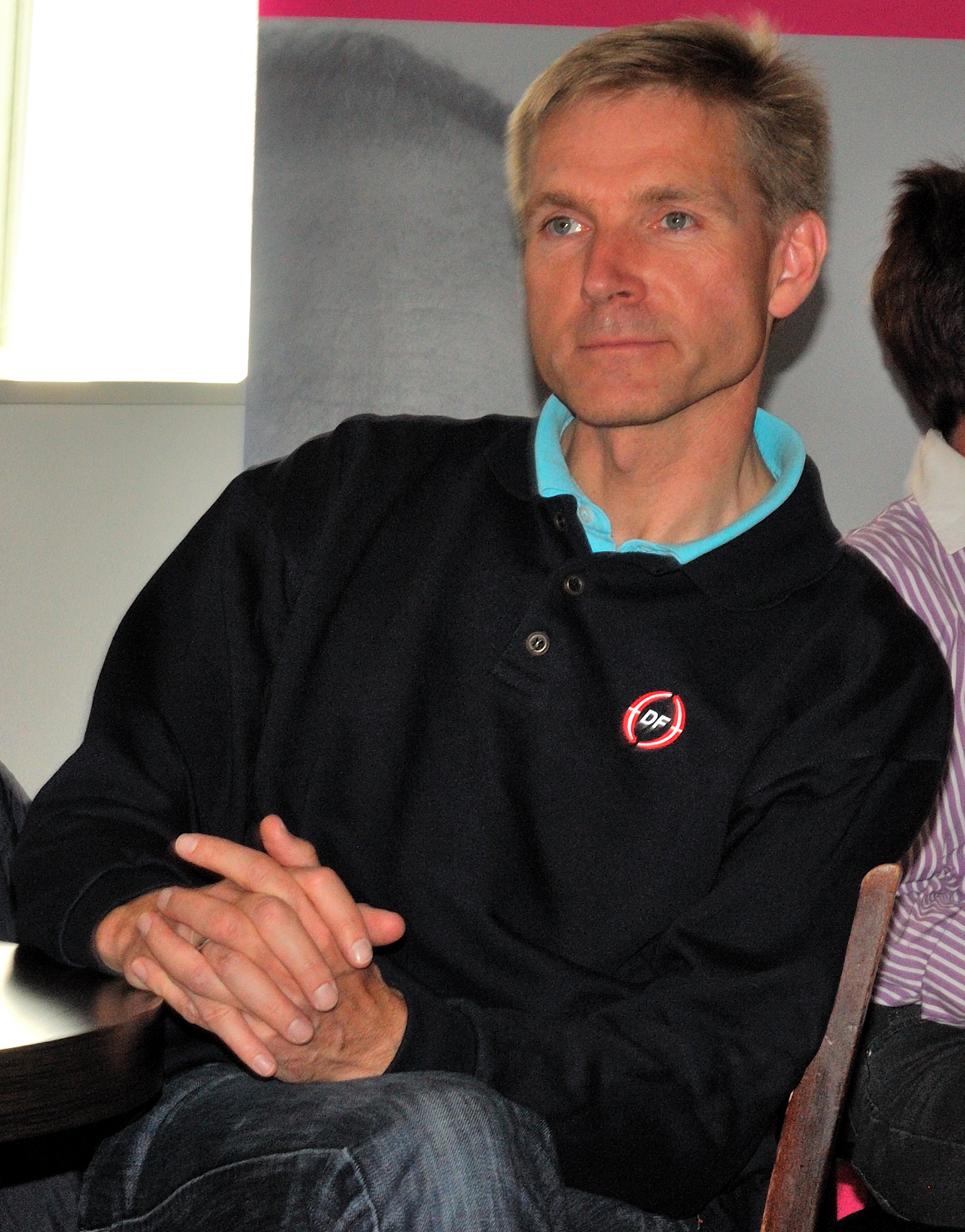
En septembre 2011.
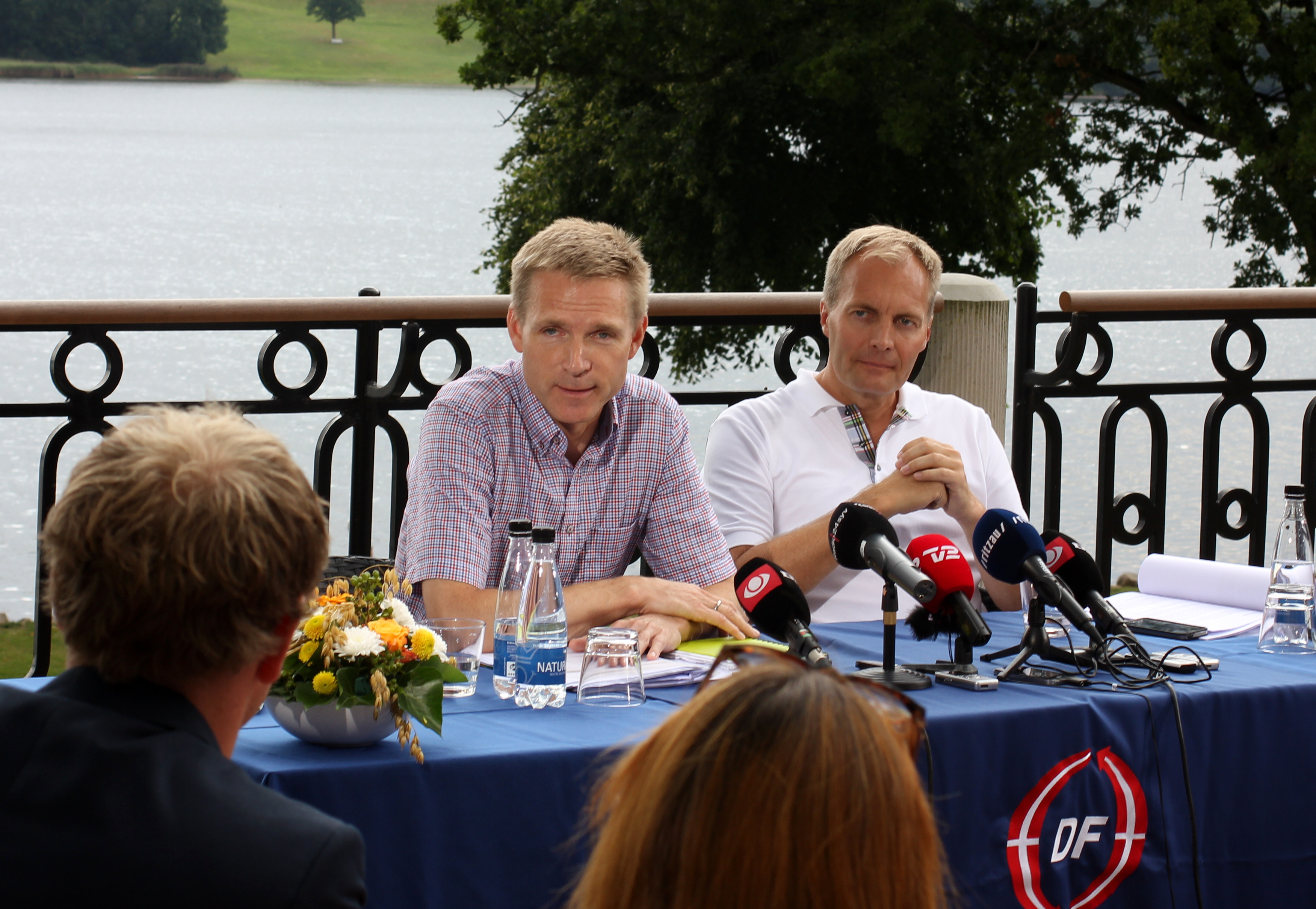
Lors d'une conférence de presse, en août 2014.

Il est considéré comme le « Monsieur économie » du Parti populaire danois. Il négocie entre 2001 et 2011  les conditions du soutien de DF aux gouvernements de Anders Fogh Rasmussen et de Lars Løkke Rasmussen.
En septembre 2012, il devient président du Parti populaire danois sans opposition, après avoir obtenu le soutien de la présidente sortante Pia Kjærsgaard.
En décembre 2015, il prend position pour la ponction des migrants ayant un patrimoine monétaire supérieur à 400 € passant à 1840 € arrivant au Danemark bénéficiant du statut de réfugié politique.
Il annonce en novembre 2021 sa démission de sa fonction de chef du Parti du peuple danois après les mauvais résultats obtenus par le parti lors des élections municipales et régionales. Morten Messerschmidt lui succède en janvier 2022. Après son départ de la tête du parti, ses relations avec la nouvelle direction sont tendues, et il annonce en juin qu'il ne se représentera pas aux prochaines élections législatives. Quelques jours plus tard, il annonce son départ du parti, puis sa démission du Folketing pour devenir directeur du port d'Aalborg,.

## Distinctions
- Chevalier de l'ordre de Dannebrog